# Хорнпайп

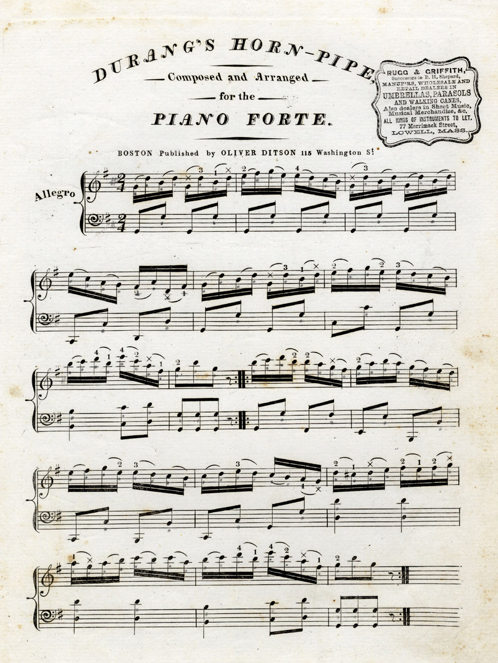
Хорнпайп Оливера Дитсона (Oliver Ditson)

Хорнпа́йп (англ. hornpipe, от horn — рог и pipe — труба) — народный танец кельтских народов Британии и Ирландии под синкопированную мелодию, название которого произошло от названия древнего валлийского и шотландского музыкального духового язычкового инструмента. Известен с XV века, особо был популярен в XVI—XIX веках. Требует небольшого пространства для исполнения, близок к джиге; изначально был сольным мужским танцем, но известны и парные, и парные круговые версии.
Существует несколько типов танца:
- ритм 4/4 и 2/4 (и даже 6/2[2]), пример — «Хорнпайп моряков», «Хорнпайп Рощ», «Мальчики Блухилла» (ирландские[источник не указан 443 дня] хорнпайпы), «Хорнпайп Президента Гарфилда» (американский хорнпайп). Зачастую под этот ритм танцуют в жёсткой обуви. Данная форма хорнпайпа относится к середине XVIII столетия (после 1760-х[2]), став популярной в начале XIX века[4].
- ритм 3/2, Dance ti thy Daddy и Lads of Alnwick[4].
- ритм 9/4 или 9/8; «Безумная Молл», «Павлин, следующий за курицей»; сейчас зачастую такие мелодии известны как ирландская джига.
- барочный хорнпайп; «Рондо-хорнпайп Пёрселла»[4].

Первый известный хорнпайп — танец «Хорнпайп для вирджинала» Г. Астона (~1522 год).
Наиболее известный в Англии композитор, писавший такие хорнпайпы — Джеймс Хилл (1811—1853 гг.), кроме него — Г. Пёрселл, Т. Муффат (см. «Compenimenti musicali», 1739), Г. Ф. Гендель и другие.
Танец состоит из подскоков с элементами чечётки (пола касается то носок, то пятка, создавая эффект барабанной дроби). При махе вперёд нога обычно сгибается в колене. Движения руками почти отсутствуют (они либо вытянуты по швам, либо сложены перед собой, либо кисти находятся на поясе).